# Elmer Elephant
Elmer, el Elefante (en inglés: Elmer Elephant) es el personaje principal del cortometraje homónimo de las Silly Symphonies de Disney, que apareció también en numerosos cómics y en el filme ¿Quién engañó a Roger Rabbit?. 
Aunque en un principio era rechazado por sus compañeros debido a que se burlaban de él por su trompa, conforme ayuda al Sr. Jirafa usando la trompa para apagar el incendio de la casa de su amiga Tillie Tiger, todos le admiran.

## Historia
Cuando Elmer llega a la fiesta de cumpleaños de Tillie, le regala unas flores, y tras que ella se marcha a guardarlas, los demás invitados empiezan a burlarse de él por tener trompa. Elmer se marcha enfadado, y cuando se encuentra solo y triste, el Sr. Jirafa aparece para consolarle, diciendo que los animales se también se burlan de su cuello, pero que no se preocupaba por ello, haciendo que Elmer se sienta mejor. Después, Elmer y el Sr. Jirafa ven que hay un incendio en el que se encuentran Tillie y los demás niños. Al final, Elmer logra apagar el incendio usando su trompa como manguera, haciendo que todos le vean como un héroe, tras ello, Tillie le da un beso.

## Apariciones

### Cortos
- Elmer Elephant (corto, 1936)

### Películas
- Who Framed Roger Rabbit? (película, 1988, cameo)

### Cómics
- Mickey Mouse Weekly (1936) (Odhams Press)
- Mickey Mouse Holiday Special (1936) (Odhams Press)
- Walt Disney Annual (1937) (Whitman)
- Walt Disney's Comics & Stories (1940) (Boom! Studios)
- Silly Symphonies (1952) (Dell)

- Datos: Q48795691